# Helmfried von Lüttichau
Helmut Friedrich Wilhelm von Lüttichau (Hannover, 20 novembre 1956) è un attore, doppiatore e poeta tedesco.

## Biografia

### Famiglia
Helmfried von Lüttichau proviene dalla nobile famiglia di Meissen Lüttichau. Il padre era un funzionario del Bundesnachrichtendienst, e la madre una libraia. Ha studiato recitazione dal 1977 al 1980 presso la Scuola Otto Falckenberg di Monaco di Baviera.
Nel 1992 sposò l'attrice Karin Werner, che aveva 15 anni più di lui e morì nel 2009. È sposato con Gabriela Raible-von Lüttichau (* 1962) dal 2015 e vive con lei nel comune di Schliersee nel circondario di Miesbach nell'Alta Baviera e a Monaco di Baviera nel quartiere di Schwabing.

### Carriera
All'inizio della sua carriera di attore è apparso principalmente sul palco di vari teatri. Dal 1980 al 1982 ha recitato al Theater Wuppertal, dal 1982 al 1985 allo Schauspiel Frankfurt e dal 1985 al 1986 al Freie Volksbühne Berlin. Dal 1987 al 1992 ha trascorso il periodo più lungo al Nationaltheater Mannheim . Dal 1992 al 1994 von Lüttichau ha recitato al teatro di Oberhausen, dal 1994 al 1996 al Düsseldorfer Schauspielhaus e dal 1997 al Düsseldorfer Kammerspiele .
Oltre al suo lavoro teatrale, ha lavorato in film per la televisione dal 1985 e successivamente anche al cinema. Dal 1997 lavora come attore freelance per il cinema e la televisione. È diventato noto attraverso film come Ossi's Eleven o Wickie and the strong men, nonché serie televisive come Tramitz and Friends, Last Cop - L'ultimo sbirro, Everything that is Right e Hubert and Staller, una serie in prima serata su ARD. Il ruolo del dott. Dà a Kästle in Tutto ciò che è giusto attraverso il dialetto dell'Assia un carattere speciale. Dal 2019 può essere visto nelle serie televisive Reiterhof Wildenstein e Der Bozen-Krimi.
Scrive anche poesie. Nel 2012 è uscito il suo primo libro, Cosa faccio quando sono felice .

## Filmografia parziale
- Last Cop - L'ultimo sbirro (Der letzte Bulle) – serie TV, 60 episodi (2010-2014)
- Last Cop - L'ultimo sbirro (Der letzte Bulle), regia di Peter Thorwarth (2019)

## Teatro (selezione)
- Zu ebener Erde und erster Stock, regia di Hellmuth Matiasek
- Eisenherz di Gerlind Reinshagen, regia di Elke Lang
- Wassa Schelesnowa di Maxim Gorki, regia di Adolf Dresen
- Franziska di Frank Wedekind, regia di Hans Neuenfels
- Tre sorelle, regia di Jürgen Bosses
- Germania - Morte a Berlino di Heiner Müller, regia di Johann Kresnik
- Das Käthchen von Heilbronn, regia di Nicolas Brieger
- Leonce e Lena, regia di Nicolas Brieger
- Sladek von Ödön von Horváth, regia di Karl Kneidl
- Der Sturm, regia di Klaus Weise
- L'opera da tre soldi, regia di Klaus Weise
- Die Ratten, regia di Wolf-Dietrich Sprenger
- Sabato, domenica, lunedì di Eduardo De Filippo, regia di David Mouchtar-Samorai
- Misery di Simon Moore basato su Stephen King, regia di Henning Rühle

## Riconoscimenti

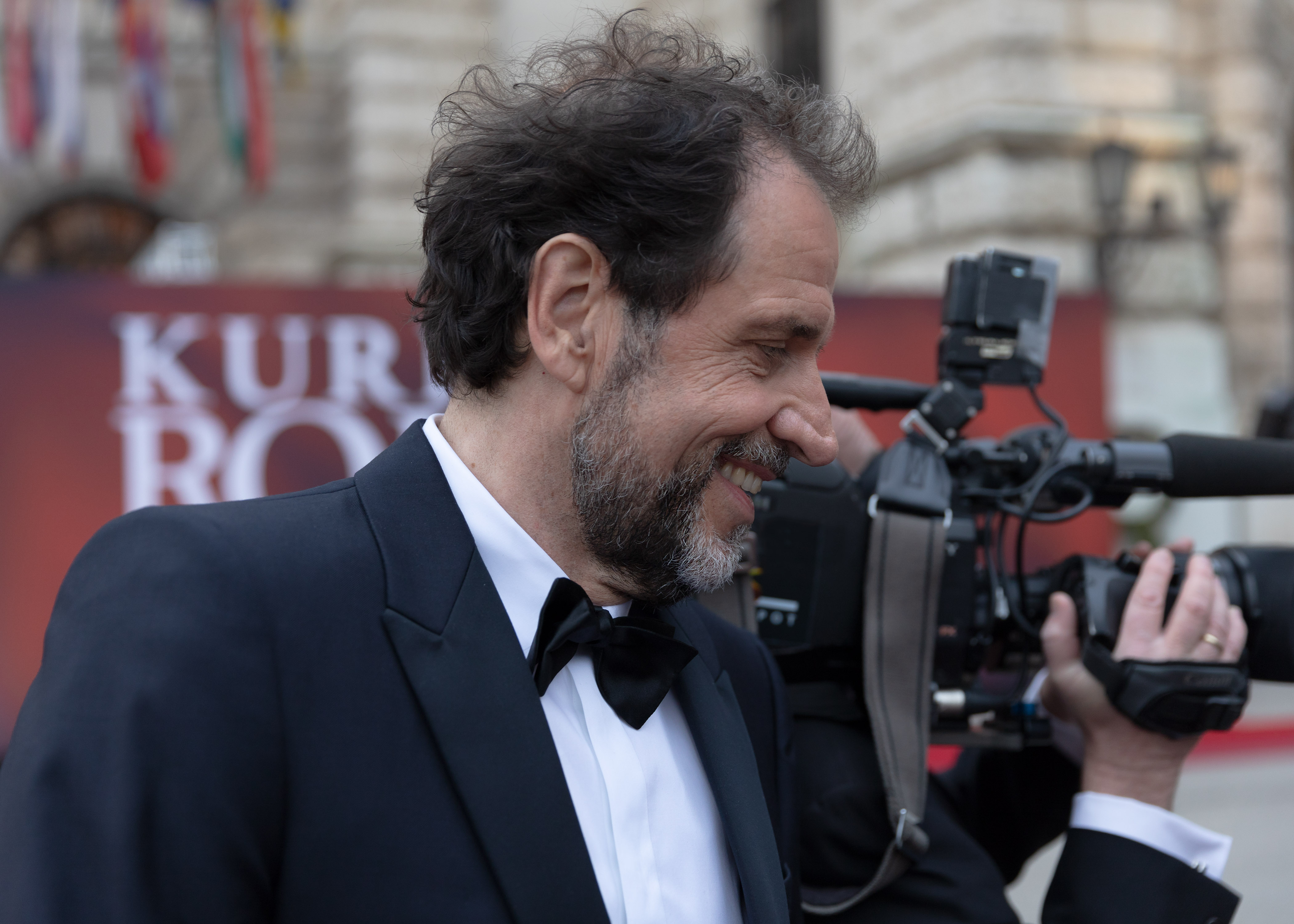
Helmfried von Lüttichau ai ROMY Awards 2018

- Romy Awards 2018 – Premio nella categoria Serie di attori più popolari

## Pubblicazioni
- Cosa faccio quando sono felice. Fixpoetry, Amburgo 2012, ISBN 978-3-942890-15-1 .
- Co-autore: I viaggi di Melville, il desiderio della balena bianca. 2 CD audio. Hoffmann e Campe 2002, ISBN 3-455-30316-1 .